# Mravenec Kratochvílův
Mravenec Kratochvílův (Strongylognathus kratochvili) je druh hmyzu z čeledi mravencovití. Je endemitem Česka. Druh popsal Vladimír Šilhavý v roce 1937. Dle Červeného seznamu jde o zranitelný taxon.

## Výskyt
Je endemitem Česka, vyskytuje se v Mohelenské hadcové stepi poblíž Mohelna v kraji Vysočina.